# Hervarth Frass von Friedenfeldt
Hervarth Frass von Friedenfeldt (ur. 26 maja 1913 w Reichenbergu, zm. 20 września 1941) – czechosłowacki szermierz pochodzenia niemieckiego, brązowy medalista mistrzostw świata.
Kształcił się na Deutsche Karl-Ferdinands-Universität.
Podczas mistrzostw świata w Pieszczanach w 1938 roku reprezentacja Czechosłowacji w składzie: Hervarth Frass von Friedenfeldt, Jiří Jesenský, Jindřich Kakos, Bohuslav Kirchmann, Zdenko Rybka i František Vohryzek zdobyła brązowy medal we florecie drużynowym.
Brał udział w igrzyskach olimpijskich w Berlinie w 1936 roku, gdzie we florecie drużynowym odpadł w ćwierćfinałach, a indywidualnie w pierwszej rundzie. Startował tam również w szabli, indywidualnie i drużynowo docierając do ćwierćfinałów. 
Był członkiem Schutzstaffel (SS).